# Gasoducte Nabucco

Traçat del futur gasoducte

El gasoducte Nabucco és un projecte de gasoducte per al transport de gas natural des d'Erzurum, a Turquia, a Baumgarten an der March, a Àustria. L'objectiu d'aquesta nova canonada seria el de diversificar les actuals rutes de subministrament gasístic existents a Europa, disminuint així la dependència respecte a Rússia.